# Skiptvet
Skiptvet is een plaats en gemeente in de Noorse provincie Østfold. De gemeente telde 3783 inwoners in januari 2017.
Het wapen van Skiptvet bevat een lintworm.
Aremark · Fredrikstad · Halden · Hvaler · Indre Østfold · Marker · Moss · Råde · Rakkestad · Sarpsborg · Skiptvet · Våler

Voormalige gemeentes: Askim · Eidsberg · Hobøl · Rømskog · Rygge · Spydeberg · Trøgstad